# New Morning
New Morning è l'undicesimo album di Bob Dylan, pubblicato nel 1970.

## Storia
Pubblicato solo quattro mesi dopo il precedente album, raggiunse la settima posizione nella classifica degli album di Billboard e permise a Dylan di raggiungere la vetta della classifica inglese per la sesta volta. La canzone che ha avuto commercialmente più successo è If Not for You, rifatta anche da George Harrison, il quale suona la chitarra nella versione in The Bootleg Series Volumes 1-3 (Rare & Unreleased) 1961-1991 (1991), ed è stata un successo per Olivia Newton-John nel 1971.
Dylan dedica un capitolo del primo volume della sua autobiografia a New Morning. Molte altre preliminari versioni dell'album sono state documentate da vari bootleg e da parte dell'album Dylan (1973). Dylan ha suonato nei concerti solamente quattro delle dodici canzoni presenti nell'album; una, If Dogs Run Free, fece il suo debutto live il 1º ottobre del 2000, nei giorni del trentesimo anniversario della pubblicazione dell'album.

## Registrazione
Pubblicato appena quattro mesi dopo Self Portrait, fu oggetto di speculazioni il fatto che New Morning venne rapidamente registrato e pubblicato, come se fosse un'immediata risposta alle caustiche critiche che colpirono Self Portrait. Gran parte del materiale di New Morning era già stato registrato quando venne pubblicato Self Portrait.
In un'intervista del 1975 Dylan dichiarò: «In tutta franchezza non dissi "Oh mio dio, alla gente Self Portrait non piacerà, bisogna che ne faccia subito un altro"; no, niente di tutto questo. Fu solo una coincidenza se New Morning venne fuori dopo tanto poco tempo dall'uscita del suo predecessore».
Nel marzo 1970 venne registrato gran parte di Self Portrait, ma Dylan registrò anche tre canzoni che poi usò per New Morning: Went to See the Gypsy (suonata con una tastiera), Time Passes Slowly, e If Not For You. Vennero registrate più versioni, ma neppure una era soddisfacente.
Dopo aver terminato le registrazioni di Self Portrait, Dylan tenne altre sessioni agli studi della Columbia Records a New York iniziate il 1º maggio del 1970. Nello studio B la prima sessione vedeva alla chitarra George Harrison, al basso Charlie Daniels e alla batteria Russ Kunkel. Vennero registrate un gran numero di cover e vecchie canzoni in aggiunta ad altre di nuove. La registrazione di Went to See the Gipsy registrata in queste sessioni venne inclusa in New Morning.

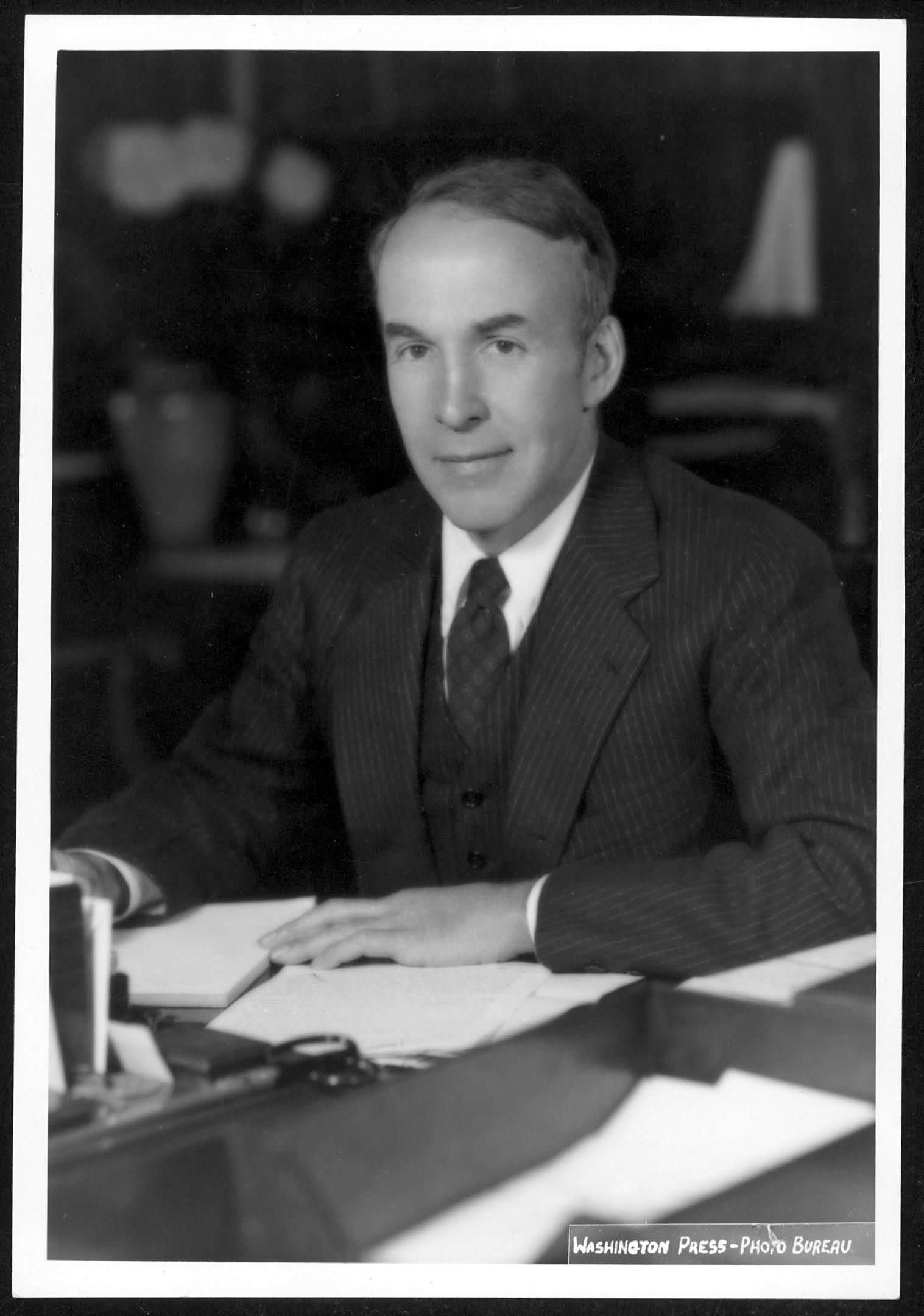
Archibald MacLeish

Nella primavera del 1970 Dylan venne coinvolto nella scrittura delle canzoni per una commedia teatrale di Archibald MacLeish intitolata The Devil and Daniel Webster, di cui esisteva anche una versione musicale intitolata Scratch. Dylan scrisse per la commedia New Morning, Time Passes Slowly e Father of Night. Quest'ultima generò delle controversie tra Dylan e MacLeish che spinsero Dylan a lasciare il progetto. Dylan scrisse nella sua autobiografia: «La commedia di Archie era molto cupa, greve come un omicidio a mezzanotte». Al Kooper, citato come co-produttore dell'album, in seguito disse che le tre canzoni erano «praticamente il fulcro [di New Morning] [...] . Quello che lo convinse a scrivere un po' di più». La sessione successiva venne registrata solo il 1º giugno. In questo periodo Dylan scrisse alcune nuove canzoni, tra cui Three Angels, If Dogs Run Free, Winterlude, e The Man in Me.
Dylan fece le seguenti registrazioni nello Studio E. In cinque giorni, dal 1º al 5 giugno, registrò l'album; registrò anche alcune cover con l'intenzione in includerle nell'album. La sessione del primo giugno fu dedicata solamente alle reinterpretazioni, ma l'unica che venne presa in considerazione per l'album fu Ballad of Ira Hayes di Peter La Farge. Il 2 giugno venne registrata una versione con pianoforte e voce di Spanish the Loving Tongue; Al Kooper capì che c'erano buone possibilità che entrasse nell'album, ma alla fine venne accantonata (verrà poi recuperata nel 1973 ed inserita nell'album eponimo Dylan). Nello stesso giorno vennero registrate anche Mr. Bojangles di Jerry Jeff Walker e la canzone tradizionale Mary Ann, ma solo la prima venne tenuta in considerazione (anche in questo caso Mr. Bojangles farà parte dell'album del 1973, composto quasi totalmente da cover di brani della tradizione statunitense).
Il 9 giugno, alcuni giorni dopo l'ultima sessione, Dylan accettò una laurea ad honorem dalla Princeton University. Per Dylan fu un'esperienza spiacevole e lo ispirò nella scrittura di una nuova canzone, Day of the Locusts. In una sessione tenutasi il 30 giugno Dylan registrò una nuova versione di Blowin' in the Wind, che però venne accantonata. Bob Johnston era accreditato come produttore, ma nel mese di luglio si era allontanato e non era intenzionato a ritornare. Così Dylan e Kooper crearono una tracklist preliminare di New Morning. La prima sequenza includeva alcune cover così come una nuova versione di Tomorrow Is a Long Time, una canzone inedita di Dylan risalente al 1962.
Intanto Kooper convinse Dylan a registrare le sovraincisioni degli archi in Sign on the Window. Una di queste sessioni avvenne il 13 luglio, ma Dylan volle escluderla dalla versione finale. Kooper convinse Dylan a registrare sovraincisioni anche per Spanish Is the Loving Tongue e per una registrazione del mese di marzo di If Not for You e Went to See the Gypsy. Queste sessioni avvennero il 23 luglio, ma come le precedenti vennero scartate dal missaggio finale.
Il 12 agosto Dylan tenne l'ultima sessione in cui registrò una nuova versione di If Not for You, Time Passes Slowly e Day of the Locusts. Nella tracklist finale, le tre registrazioni del 12 agosto vennero poste come tracce di apertura, mentre vennero scartate Ballad of Ira Hayes and Mr. Bojangles.

## Brani

### If Not for You
If Not for You è una canzone d'amore che ha avuto il maggior successo commerciale nella versione di Olivia Newton-John, con un arrangiamento simile alla cover che ne fece George Harrison nell'album All Things Must Pass. La versione della Newton-John, che diede il titolo al suo album d'esordio, arrivò al venticinquesimo posto nella classifica pop ed al primo nella Hot Adult Contemporary Tracks, mentre nel Regno Unito raggiunse il terzo posto nel 1971. È l'unica canzone di New Morning pubblicata come singolo.

### Day of the Locusts
È una cinica canzone ispirata dalla cerimonia in cui l'Università di Princeton conferì a Dylan una laurea ad honorem in musica. Dylan rimase contrariato dal discorso dell'oratore, il quale lo descrisse come "l'autentica espressione della turbata e impegnata coscienza della Giovane America", e non accennò mai alla sua musica. Il titolo fa riferimento alla piaga delle cavallette citata nella Bibbia in Esodo 10,4, Deuteronomio 28,42 e Apocalisse 9,7, ed al romanzo di Nathaniel West Day of the Locust (1939).

### Time Passes Slowly,New MorningeFather of Night
Sono le tre canzoni che Dylan compose per il dramma di Archibald MacLeish Scratch, l'ultima delle quali è quella su cui Dylan e McLeish si divisero. Per McLeish il padre della notte era il diavolo, mentre secondo Dylan doveva essere Dio. New Morning probabilmente doveva servire da finale.

### Went To See The Gypsy
Dylan scrisse Went To See The Gypsy dopo aver incontrato per la prima volta Elvis Presley. Elvis, di ritorno dal servizio militare, suonò per qualche mese a Las Vegas, ed è proprio in un hotel della città del Nevada che si svolge la canzone. Negli ultimi versi si parla anche di una piccola città del Minnesota, forse Hibbing, in cui Dylan visse la sua infanzia.

### WinterludeeIf Dogs Runs Free
Winterlude è una canzone d'amore umoristica dedicata ad una ragazza di nome Winterlude. Francesco De Gregori dichiarò di essersi esplicitamente ispirato a questo brano per la composizione della sua Buonanotte fiorellino. La canzone successiva è If Dogs Run Free, uno scattante beatnik in cui Al Kooper suona il pianoforte e Maeretha Stewart canta come corista.

### The Man in Me
Nella canzone Dylan si rivolge ad una amante, arrendendosi alla persona che vede quando l'amante guarda attraverso di lui. The Man in Me è stata inserita negli anni novanta nella colonna sonora del film dei fratelli Coen, Il grande Lebowski.

### Outtakes
Scritta da Charles Badger Clark, Spanish Is The Loving Tongue è una triste canzone d'amore suonata da Dylan solo al pianoforte. La registrazione del 2 giugno 1970 venne inclusa come B-side di Watching the River Flow, uscito il 3 giugno 1971.
Inizialmente Dylan pensò di includere alcune cover e ne registrò alcune, molte delle quali vennero incluse in Dylan (1973).
Le sessioni di New Morning produssero un grande numero di outtakes, che consistono in nuove registrazioni di vecchie canzoni, materiale originale e un gran numero di rielaborazioni melodiche fatte con George Harrison.
Le seguenti canzoni sono state registrate alla prima sessione di New Morning con George Harrison. La maggior parte di queste canzoni sono nuove registrazioni di materiale già edito, ma in queste sessioni venne registrata anche la canzone Working on a Guru, tuttora inedita. Degne di nota sono le canzoni Guru, Telephone Wire, Song to Woody e una versione completa di Yesterday.
- Working on a Guru - (pubblicata come Working On The Guhry)
- Song to Woody
- Mama, You Been On My Mind
- Don't Think Twice, It's All Right
- Yesterday - (John Lennon-Paul McCartney)
- Just Like Tom Thumb's Blues
- Da Doo Ron Ron - (Jeff Barry, Ellie Greenwich, Phil Spector)
- One Too Many Mornings
- Ghost Riders in the Sky - (Jones)
- Cupid - (Sam Cooke)
- All I Have to do is Dream - (Boudleaux Bryant)
- Gates of Eden
- I Threw It All Away
- I Don't Believe You (She Acts Like We Never Have Met)
- Matchbox - (Carl Perkins)
- Your True Love - (Carl Perkins)
- Telephone Wire (Wonder When My Swamp's Gonna Catch On Fire?)
- Fishin' Blues - (Henry Thomas)
- Honey, Just Allow Me One More Chance - (Henry Thomas)
- Rainy Day Women # 12 & 35
- It Ain't Me, Babe

L'album venne registrato in sei sessioni, con George Harrison presente solo nella prima. Le seguenti canzoni sono state registrate durante le rimanenti cinque sessioni. Tranne che per Ahoooah, tutte le altre canzoni vennero registrate più di una volta. Nel 1973 la Columbia Records ne pubblicò sette in Dylan, una sorta di ripicca nei confronti di Dylan che decise di cambiare casa discografica.
- Ahoooah - (Owau) (strumentale)
- Alligator Man
- The Ballad of Ira Hayes - (pubblicata in Dylan)
- Big Yellow Taxi - (Joni Mitchell) (pubblicata in Dylan)
- Blowing in the Wind
- Bring Me Water
- Can't Help Falling In Love - (pubblicata in Dylan)
- I Forgot To Remember To Forget - (S. Kesler/C. Feathers) (Questa versione rimane inedita. La registrazione pubblicata in Dylan è un outtake di Self Portrait)
- Jamaica Farewell - (Burgess)
- Long Black Veil - (Danny Dill/Marijohn Wilkin)
- Lily Of The West - (trad., arr. di E. Davies/J. Peterson) (pubblicata in Dylan)
- Mary Anne - (pubblicata in Dylan)
- Mr. Bojangles - (pubblicata in Dylan)
- Oh Lonesome Me - (Don Gibson)
- Sarah Jane - (pubblicata in Dylan)
- Spanish in the Loving Tongue - (pubblicata come lato B nel 1970, una versione molto differente venne inclusa in Dylan)
- Tomorrow Is a Long Time

## Tracce
Tutte le canzoni sono state scritte da Bob Dylan.
1. If Not for You - 2:44
2. Day of the Locusts - 4:04
3. Time Passes Slowly - 2:40
4. Went to See the Gypsy - 2:55
5. Winterlude - 2:26
6. If Dogs Run Free - 3:42
7. New Morning - 4:01
8. Sign on the Window - 3:44
9. One More Weekend - 3:16
10. The Man in Me - 3:12
11. Three Angels - 2:11
12. Father of Night - 1:29

## Formazione

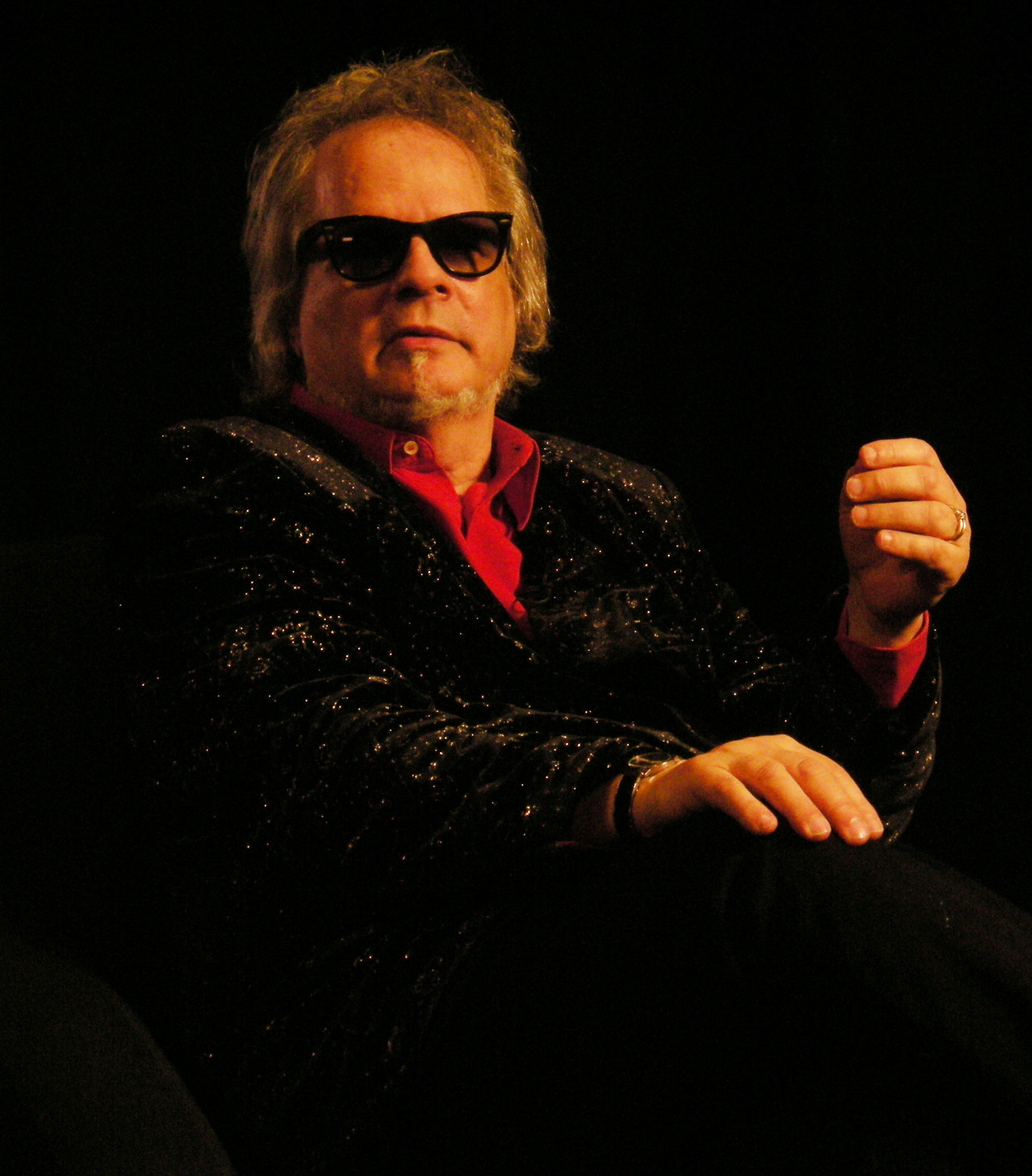
Al Kooper

- Bob Dylan – voce, pianoforte, organo, chitarra acustica, chitarra elettrica, armonica
- David Bromberg – chitarra elettrica, dobro
- Harvey Brooks – basso elettrico
- Ron Cornelius – chitarra elettrica
- Charlie Daniels – basso elettrico
- Buzzy Feiten – chitarra elettrica
- Al Kooper – organo, pianoforte, chitarra elettrica, French horn
- Russ Kunkel – batteria
- Billy Mundi – batteria
- Hilda Harris – cori
- Albertin Robinson – cori
- Maeretha Stewart – cori in If dogs run free
- Bob Johnston – produttore
- Len Siegler – fotografo